# Municipio de Villard (Dakota del Norte)
El municipio de Villard (en inglés: Villard Township) es un municipio ubicado en el condado de McHenry en el estado estadounidense de Dakota del Norte. En el año 2010 tenía una población de 15 habitantes y una densidad poblacional de 0,16 personas por km².

## Geografía
El municipio de Villard se encuentra ubicado en las coordenadas 48°8′44″N 100°33′2″O / 48.14556, -100.55056. Según la Oficina del Censo de los Estados Unidos, el municipio tiene una superficie total de 93.26 km², de la cual 92,58 km² corresponden a tierra firme y (0,73 %) 0,68 km² es agua.

## Demografía
Según el censo de 2010, había 15 personas residiendo en el municipio de Villard. La densidad de población era de 0,16 hab./km². De los 15 habitantes, el municipio de Villard estaba compuesto por el 100 % blancos. Del total de la población el 0 % eran hispanos o latinos de cualquier raza.